# 西格富斯·西于尔兹松
西格富斯·西于尔兹松（1975年5月7日—），冰岛男子手球运动员。他曾代表冰岛国家队参加2004年和2008年夏季奥林匹克运动会手球比赛，其中2008年奥运会获得一枚银牌。